# Agenesia del cuerpo calloso
La agenesia del cuerpo calloso es la falta de formación de la región cerebral llamada cuerpo calloso, producto de una alteración en el desarrollo embrionario que ocasiona la falta parcial o total de este importante haz de fibras interhemisféricas cerebrales.

## Malformaciones anexas
La agenesia del cuerpo calloso se puede acompañar de otras malformaciones como microgiria (circunvoluciones cerebrales anormalmente pequeñas o estrechas), trastornos de la migración neuronal, importante asimetría en el tamaño de los hemisferios cerebrales o alteraciones periventriculares.

## Déficit neuropsicológicos
Los déficits neuropsicológicos serán por tanto bastante remarcados, estando muy bien descritos en la literatura científica en relación con las denominadas operación de "cerebro hendido". La exploración y el tratamiento neuropsicológico deben estar presentes en estos pacientes.
Cuando la agenesia del cuerpo calloso se puede acompañar de alteraciones genéticas como en el Síndrome de Aicardi

## Variantes

### ACC Total
Se produce cuando hay ausencia total de esta estructura.

### ACC Parcial
Se da cuando parte del cuerpo calloso existe. Este comenzó a desarrollarse pero en un momento dejó de crecer. Dado esto, el CC crece de la parte frontal a la parte trasera del cerebro, normalmente sucede que algún tipo de cuerpo como "quistes" podría haber bloqueado dicho crecimiento.

### Hipoplasia
La dirección de crecimiento del CC está presente, pero los nervios no se desarrollan como para formar una estructura. En las imágenes de resonancia magnética esto se ve como un cuerpo calloso muy delgado.

### Disgénesis del CC
Podría significar cualquiera de las condiciones antes expuestas.

## Causas
- Existe una incidencia mayor de lo normal de agenesia de cuerpo calloso en algunas condiciones genéticas, tal es el caso de trisomía 8 y de la trisomía 18.[2]
- Condiciones ambientales (síndrome de alcoholismo fetal) u otros factores como podrían ser algunos virus o bacterias que invaden el saco fetal en un momento crítico.
- Consecuencia de un efecto secundario a otro evento neurológico, tal como, un quiste que bloquea el desarrollo del cuerpo calloso.
- Puede aparecer aislada o asociada a diversas anomalías cerebrales congénitas tales como: lipomas del cuerpo calloso, quistes interhemisféricos, defectos de migración neuronal, parálisis cerebrales, síndromes convulsivos y alteraciones sensoriales, entre otras.

## Características más comunes
- Retardo general en el desarrollo:[2] Si se toma como referencia el esquema de conductas típicas por edad, se observa en los niños con ACC un cierto retraso general en el desarrollo, sobre todo en las áreas motora, de coordinación, equilibrio, tono muscular y lenguaje.
- Cociente intelectual: Es menor de lo normal.
- Problemas con la alimentación: Presentan problemas para succionar y masticar. Estas dificultades también generan dificultades en el control de esfínteres, el cual si se logra es hacia los 6 o 7 años aproximadamente.
- Problemas con la visión: Pudiendo presentar ceguera desigual y obstrucción de las vías lagrimales.
- Dificultad para defenderse táctilmente: A nivel sensorial pueden presentar dificultad para sentir la temperatura de cuerpos extraños.
- Dificultades en el aprendizaje: Se hacen más evidentes al iniciar el aprendizaje formal, no habiendo un patrón regular de aprendizaje, existiendo generalmente una escasa colaboración y atención en las actividades. Se ha comprobado que los mejores aprendizajes en estos sujetos son los realizados a través de rutinas de repetición y por imitación de modelos de conducta.
- Rasgos faciales comunes: Raíz nasal ancha, filtrum largo, paladar ojival y hendiduras palpebrales pequeñas.
- Alta tolerancia al dolor: Esto dificulta al niño la posibilidad de cuidarse a sí mismo, para prevenir daños físicos y riesgos potenciales.
- Dificultad en la comunicación: El retraso en el lenguaje se pone de manifiesto por la ausencia de habilidades verbales o por la dificultad de expresarse con coherencia, así como en la organización del pensamiento. Una característica de estos niños es que el lenguaje comprensivo es mayor que el lenguaje expresivo.
- Signo de Maldonado F: Imposibilidad de deletrear una palabra al revés.

## Intervención
La intervención en la ACC debe focalizarse en el entrenamiento de habilidades sociales, y de desarrollo motor general, trabajando en ambientes estructurados y con proyectos de trabajos que estén claramente definidos. Pero, antes de proceder a la intervención con un niño (a) con agenesia del cuerpo calloso debemos:
- Valorar el estado evolutivo del niño, atendiendo a la actitud postural normal o anormal del lactante y su actividad espontánea en decúbito dorsal y ventral.
- Estudio del tono, fuerza muscular y rango de movimiento articular, valorando las amplitudes articulares como medida del tono muscular pasivo, ángulo de abductores, ángulo de dorsiflexion de tobillos y maniobra de la bufanda.
- Estudio de las respuestas del niño a estímulos sensorio-motrices determinados y estudio de reflejos arcaicos.

A partir de aquí procedemos a utilizar técnicas de cinesiterapia encaminadas a la adquisición de los niveles de evolución motriz normales, de terapia ocupacional, con estimulación global e integración sensomotriz. Para ello, atendiendo a las secuencias del desarrollo se llevan a cabo estimulaciones táctiles, visuales, vestibulares, así como reacciones postulares de enderezamiento y del equilibrio, es decir, una rehabilitación psicomotriz, que hace referencia al tratamiento aplicado a los niños que presentan retraso psicomotor y que se centra en objetivos concretos: psico (cognitivo, comunicación y emocional) y motor (segmentación y automatización), buscando la potenciación máxima de las posibilidades físicas e intelectuales del niño mediante la estimulación regulada y continuada llevada a cabo en todas las áreas del desarrollo, pero sin forzar en ningún momento el curso lógico de la maduración del SNC, siempre teniendo a los padres como coterapeutas, mostrándole la forma correcta de realizar los ejercicios de manera que tomen parte activa en el tratamiento de sus hijos.